# さいたま市立鈴谷小学校
さいたま市立鈴谷小学校（さいたましりつ すずやしょうがっこう）は、埼玉県さいたま市中央区にある公立小学校。

## 沿革
- 1971年（昭和46年）4月1日 - 与野市立鈴谷小学校として開校。与野市内6番目の小学校であった。
- 1976年（昭和51年）3月20日 - 南校舎が完成。
- 2001年（平成13年）5月1日 - さいたま市誕生により、さいたま市立鈴谷小学校に改称。

## アクセス
- JR埼京線南与野駅から徒歩6分。
- 国際興業バス鈴谷小学校から徒歩4分。

## 著名な出身者
- 沢田知可子（シンガーソングライター）